# Mutacja niealleliczna
Mutacja niealleliczna – rodzaj mutacji, która powstaje w różnych genach i nie prowadzi do powstania alleli jednego genu. Oznacza to, że mutacje te mogą wpływać na różne geny w obrębie genomu. Mutacje niealleliczne mogą się ujawniać, czyli wpływać na fenotyp organizmu, lub mogą ulegać zamaskowaniu, co oznacza, że ich efekty nie są widoczne, gdy obecna jest "dzika" (normalna) wersja genu.
W kontekście dziedziczenia wielogenowego, mutacje niealleliczne mogą mieć znaczenie, gdy na ekspresję danej cechy wpływa więcej niż jeden gen. Na przykład, jeśli do pełnego ujawnienia cechy potrzebne jest współdziałanie kilku enzymów, a mutacja w którymkolwiek z tych genów może zmienić ekspresję tej cechy, wówczas obecność normalnej wersji tych genów w drugim chromosomie homologicznym może maskować efekty mutacji (komplementacja genetyczna). Jeśli jednak zmutowane allele znajdują się na różnych chromosomach homologicznych, żaden z chromosomów nie posiada w pełni funkcjonalnego zestawu genów, co może skutkować ujawnieniem się mutacji.